# Max Walter (Musiker)

Max Walter um 1927 in Berlin

Max Walter (* 1. April 1899 in Myslowitz, Oberschlesien; † 1946, verschollen) war ein deutscher Musiker und Komponist.

## Leben
Max Walter wirkte 1914 zunächst als selbständiger Organist in seiner Heimatstadt und studierte am Konservatorium in Beuthen Orgel, Violine und Klavier. 1919 zog er für kurze Zeit nach Berlin, wo er von Carl Thiel Orgelunterricht erhielt. 1920 setzte er das Studium in Regensburg fort, das er 1923 abschloss. Vor seiner Rückkehr nach Berlin war er zuletzt Organist im oberbayerischen zur Bayerischen Benediktinerkongregation gehörenden Kloster Scheyern.
Am 1. Juni 1925 trat Max Walter die Stelle des Organisten in der katholischen Gemeinde Mater Dolorosa in Berlin-Lankwitz an. In Berlin betätigte er sich auch als Privatmusiklehrer. Von 1926 bis 1928 nahm ihn Arnold Schönberg als Schüler in seine Meisterklasse an der Preußischen Akademie der Künste auf. 1933 wurde Max Walter Mitglied der Reichsmusikkammer, trat aber bereits im darauffolgenden Jahr aus politischen Gründen wieder aus. Die Verleihung des Mozartpreises wurde zurückgenommen, da Max Walter als politisch unzuverlässig eingestuft wurde. Die Organistenstelle in Lankwitz hatte er bis zum 31. Dezember 1942 inne und wurde im Anschluss daran zum Kriegsdienst einberufen. Er geriet in Kriegsgefangenschaft, starb in einem Kriegsgefangenenlager und ist seit 1946 verschollen.
Sein Nachlass wird in der Musikabteilung der Staatsbibliothek zu Berlin aufbewahrt.

## Werke (Auswahl)
- Jesusmesse in sechs Teilen
- Klaviersonaten
- Violinsonaten
- Sinfonien
- Streichquartette
- Opernfragmente